# Guido Heym
Guido Heym (* 1. Mai 1882 in Suhl; † 5. April 1945 bei Tiefurt, Ortsteil von Weimar) war ein sozialistischer Politiker und Journalist. Heym wurde 1945 von der SS ermordet.

## Leben
Heym, der einer sozialdemokratisch orientierten Arbeiterfamilie entstammte, arbeitete nach der Schule als Werkzeugschlosser und schloss sich 1897 dem Deutschen Metallarbeiter-Verband und 1901 der SPD an. 1910 begann er für sozialdemokratische Zeitungen zu schreiben, 1913 übernahm er die örtliche Parteibuchhandlung, fungierte als Lokalredakteur für die Erfurter SPD-Zeitung Tribüne und wurde in die Stadtverordnetenversammlung gewählt. 1915 zum Kriegsdienst (Landsturm) einberufen, war Heym bis 1918 Soldat, 1917 schloss er sich gemeinsam mit seinem Vater der USPD an, die er nach der Novemberrevolution im Kreistag und im Landtag der Provinz Sachsen vertrat.
Mit dem linken USPD-Flügel, der sich Ende 1920 mit der KPD vereinigte, kam Heym zur VKPD, in den kommenden Jahren war er in Personalunion Chefredakteur der örtlichen KPD-Zeitung Volkswille, Fraktionsvorsitzender im Stadtrat (wo die KPD die stärkste Fraktion war) und Vorsitzender des Ortsvereins. Zum linken Parteiflügel um Ruth Fischer und Arkadi Maslow zählend, wurde Heym im Mai 1924 in den Reichstag gewählt, im Dezember 1924 in den Preußischen Landtag. Die KPD im Unterbezirk Suhl blieb auch nach der Entfernung von Fischer und Maslow aus der Parteiführung auf der Seite der Parteilinken und war nach dem Ausschluss von Fischer, Maslow, Werner Scholem und Hugo Urbahns im Jahre 1926 nur noch formell Teil der KPD, wegen ihrer starken Stellung in der Region um Suhl wurde Heym erst im Dezember 1927 ausgeschlossen, als er ankündigte, dass der Volkswille nun reichsweites Organ der Linken Opposition werden würde. Elf von zwölf Stadtverordneten und die Mehrheit des Ortsvereins folgten Heym und schlossen sich dem Leninbund an.
Kurz vor der Reichstagswahl 1928 verließ Heym mit den meisten seiner Anhänger den Leninbund wieder. Hauptgrund dürfte die Einschätzung gewesen sein, dass die Organisation keine große Zukunft habe, sowie die Furcht vor einem Bankrott des Volkswillens. Heym und seine Anhänger schlossen sich nun der SPD an, für die Heym im Kreistag agierte und publizistisch tätig war.
Nach der Machtübernahme durch die Nationalsozialisten war Heym 1933 mehrfach in Haft und wurde unter Polizeiaufsicht gestellt. Beruflich war er unter anderem als Versicherungsvertreter und Heimarbeiter tätig. Es gelang ihm, eine Widerstandsgruppe aufzubauen, deren Aktivitäten nach Kriegsausbruch intensiver wurden. Im September 1943 flog die Gruppe auf, Heym wurde verhaftet und am 16. Januar 1945 vom Volksgerichtshof zum Tode verurteilt. Am 4. April wurde Heym mit allen anderen 149 Gefangenen des Weimarer Gestapogefängnisses auf einen Todesmarsch geschickt und in der folgenden Nacht in dem Waldstück Webicht mit allen Mitgefangenen von der SS ermordet.

## Gedenken

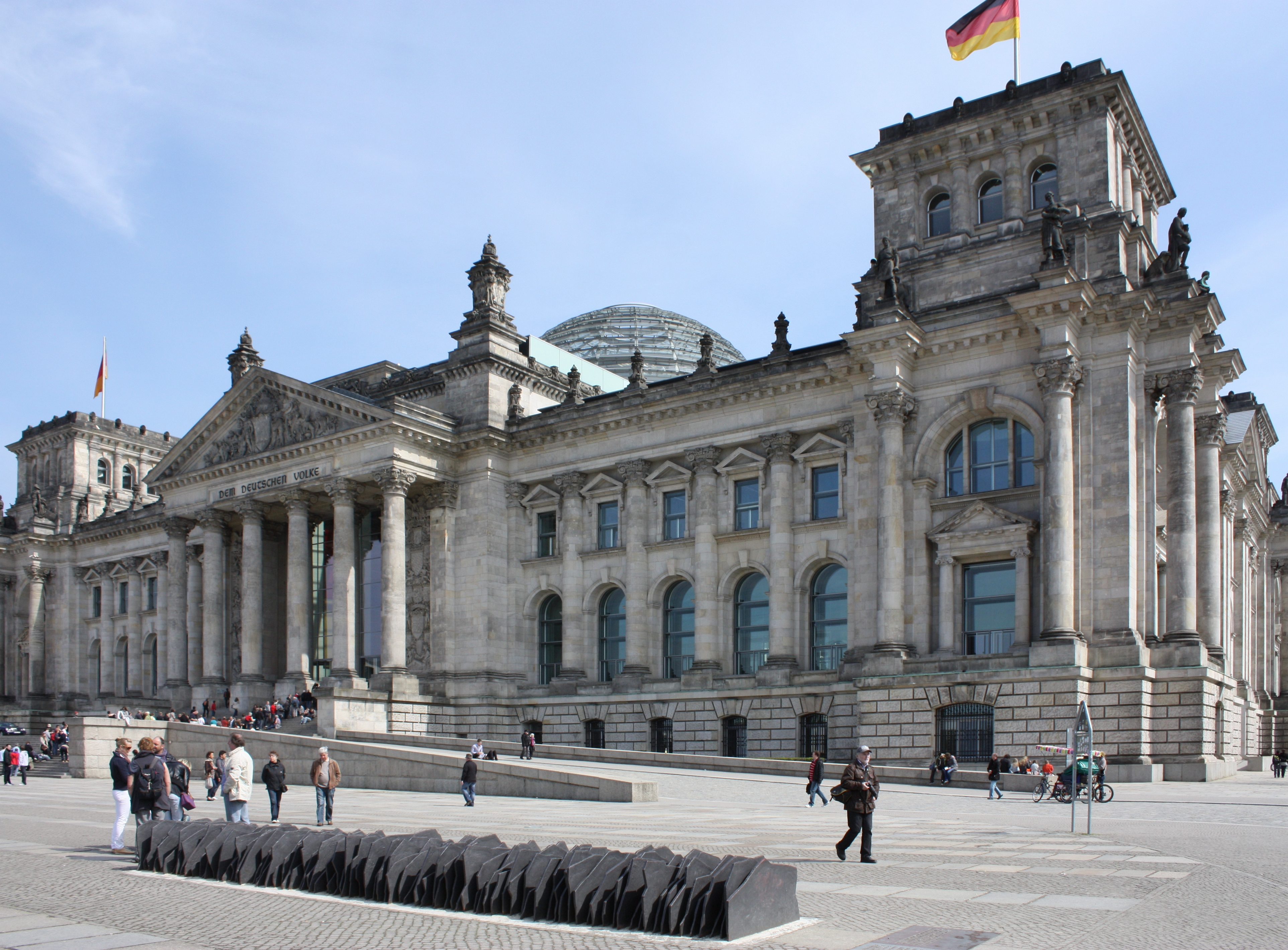
Gedenktafeln am Reichstag

Seit 1992 erinnert in Berlin in der Nähe des Reichstags eine der 96 Gedenktafeln für von den Nationalsozialisten ermordete Reichstagsabgeordnete an Heym.